# زقين أرجواني
زقين أرجواني (الاسم العلمي:Diascia purpurea) هو نوع من النباتات يتبع جنس الزقين من الفصيلة الغدبية.